# Big in Japan (banda)
Big In Japan fue una banda punk formada en Liverpool, Merseyside, Inglaterra en mayo de 1977 por Bill Drummond (guitarra y voz), Kevin Ward (bajo y voz) y Phil Allen (batería), como un trío influenciado por The Clash. Jayne Casey (voz), Ian Broudie (guitarra), Holly Johnson (bajo), David Balfe (bajo), Budgie (batería) y otros músicos se adicionarían como reemplazo a algunos anteriores, quienes se marchaban cada cierto tiempo, hasta su separación en 1978.
Casi considerado un supergrupo, dado que la mayoría de sus miembros iría a hacer otros proyectos musicales después de su separación. El más conocido de ellos sería Frankie Goes To Hollywood, banda de synth pop formada por el bajista Holly Johnson cuya canción Relax (Don't Do It) sería una de las consideradas mejores del año 1984.

## Alineación (1977-1979)

### Mayo - julio de 1977
- Bill Drummond: guitarra y voz.
- Kevin Ward: bajo y voz.
- Phil Allen: batería.

### Agosto - septiembre de 1977
- Bill Drummond: guitarra y voz.
- Kevin Ward: bajo y voz.
- Phil Allen: batería.
- Jayne Casey: voz.
- Ian Broudie: guitarra.
- Clive Langer: guitarra.

### Octubre - diciembre de 1977
- Kevin Ward (voz).
- Jayne Casey (voz).
- Bill Drummond (guitarra y voz).
- Ian Broudie (guitarra).
- Phil Allen (batería).
- Ambrose (bajo) (duró muy poco tiempo).
- Holly Johnson (bajo). Reemplazó a Ambrose.

### Enero - junio de 1978
- Jayne Casey (voz).
- Bill Drummond (guitarra y voz).
- Ian Broudie (guitarra).
- Holly Johnson (bajo, hasta comienzos de junio).
- Steve Lindsey (bajo).
- Budgie (batería).

### Julio - 26 de agosto de 1978
- Jayne Casey (voz).
- Bill Drummond (guitarra y voz).
- Ian Broudie (guitarra).
- David Balfe (bajo).
- Budgie (batería).

### Peel Sessions (12 de febrero de 1979)
Ya la banda estaba separada. Probablemente se volvieron a reunir solo por grabar:
- Jayne Casey (voz).
- Ian Broudie (guitarra, órgano y coro).
- Holly Johnson (bajo y coro).
- Budgie (batería y coro).

## Historia
Merseyside, junto con Gran Mánchester, Lancashire, Yorkshire, Bristol, Londres y otras provincias inglesas, daría como fruto musical durante la época del punk y la new wave a diversas bandas. Big In Japan sería una de ellas, junto con Dalek I Love You, OMD, The Teardrop Explodes y Echo & the Bunnymen.
Cada miembro frecuentaba el "Eric's Club", junto con Julian Cope e Ian McCulloch, futuros cantantes de The Teardrop Explodes y Echo And The Bunnymen, respectivamente. 
En mayo de 1977, Bill Drummond en la guitarra, Kevin Ward en el bajo y Phil Allen en la batería (hermano de Enrico Cadillac Jr., vocalista de Deaf School), formaron el grupo tras una sugerencia de Clive Langer, miembro de Deaf School y amigo de Drummond, después de que los cuatro vieran a The Clash en vivo el día 5 de ese mismo mes. Su primer concierto fue en el Bretton Hall College, Yorkshire, con esta alineación, la cual tuvo que hacer dos conciertos más hasta la inclusión de Jayne Casey como vocalista.
La banda solamente lanzó dos vinilos oficiales:
- El sencillo de 7" Big in Japan / Do The Chud (1977). La primera canción era la homónima del grupo y la del lado B era del grupo Chuddy Nuddies.

- El EP From Y To Z And Never Again (1978). Esta última producción fue grabada en Zoo Records, sello fundado por Drummond y Balfe. Para su salida al mercado la banda ya se había separado.

Big in Japan se habían ganado el repudio de parte de la gente que iba al Eric's Club. Entre estas personas se podían contar a Julian Cope, Ian McCulloch y Pete Wylie (futuro miembro de Wah! quien también frecuentaba el Eric's Club), miembros de la banda temporal Crucial Tree. Hubo un momento en que incluso estos tres y más pedían la separación de la banda. El motivo de este hecho inminente fue finalmente debido a diferencias personales, mas no su situación desfavorable ante sus dichos detractores.
Casey formaría luego Pink Military, y de ahí Pink Industry. Bill Drummond se dedicaría a la producción musical en Zoo Records y a formar parte de Lori And The Chameleons, y a finales de los años 80 formaría el dúo The KLF. Ward y Allen ya no seguirían haciendo música. Broudie formaría The Lightning Seeds y ahora es solista. Johnson formaría Frankie Goes to Hollywood. Budgie estaría en The Slits y Siouxsie And The Banshees, donde alcanzaría popularidad. Dave Balfe pasaría a The Teardrop Explodes.

## Discografía
- Brutality, Religion and a Dance Beat 7". Big in Japan / Do The Chud (sólo la primera canción es del grupo) (1977).
- From Y To Z And Never Again. EP, Zoo Records, 1978).
- Street To Street: A Liverpool Album (1978).
- To the Shores of Lake Placid (1982).
- Zoo - Uncaged (recopilatorio de varios artistas que grabaron en el sello Zoo Records; tiene todo el contenido del EP From Y To Z And Never Again) (Griffin, 1995).

### Canciones
Sin contar las que se contienen en el sencillo Brutality, Religion and a Dance Beat y el EP From Y To Z And Never Again:
- S.C.U.M. (Society For Cutting Up Men): aparece en el recopilatorio To The Shores Of Lake Placid (1982).
- Match Of The Day: aparece en Street To Street: A Liverpoool Album (Open Eye Records, 1978).

### Maquetas
- Society for Cutting Up Men.
- Boys Cry.
- Big in Japan.
- Space Walk.
- Match of the Day.
- Taxi.

Un CD bootleg que circula actualmente contiene todas estas maquetas. 

### En vivo
- Solamente Suicide A Go Go, transmitido en el programa dirigido por Tony Wilson llamado So It Goes, de la cadena televisiva Granada, el 23 de marzo de 1978.

El mismo CD bootleg que contiene las maquetas mencionadas en el anterior subtítulo también incluye esta versión.

### Peel Sessions
Grabados en el estudio Maida Vale 4 el 12 de febrero de 1979 y transmitidos en la radio BBC el 6 de marzo del mismo año:
- Suicide High Life.
- Goodbye.
- Don't Bomb China.